# Europarlamentari del Regno Unito della III legislatura
Gli europarlamentari del Regno Unito della III legislatura, eletti in occasione delle elezioni europee del 1989, furono i seguenti.

## Composizione storica
| Europarlamentare                          | Lista                                  | Gruppo |
| ----------------------------------------- | -------------------------------------- | ------ |
| Gordon J. Adam                            | Partito Laburista                      | SOC    |
| Richard A. Balfe                          | Partito Laburista                      | SOC    |
| Roger Barton                              | Partito Laburista                      | SOC    |
| Christopher Beazley                       | Partito Conservatore                   | DE     |
| Peter Beazley                             | Partito Conservatore                   | DE     |
| The Lord Nicholas Bethell                 | Partito Conservatore                   | DE     |
| John A.W. Bird                            | Partito Laburista                      | SOC    |
| David Robert Bowe                         | Partito Laburista                      | SOC    |
| Janey O'Neil Buchan                       | Partito Laburista                      | SOC    |
| Bryan M.D. Cassidy                        | Partito Conservatore                   | DE     |
| Sir Fred Catherwood                       | Partito Conservatore                   | DE     |
| Kenneth Coates                            | Partito Laburista                      | SOC    |
| Kenneth D. Collins                        | Partito Laburista                      | SOC    |
| Peter Duncan Crampton                     | Partito Laburista                      | SOC    |
| Baroness Christine M. Crawley             | Partito Laburista                      | SOC    |
| Margaret E. Daly                          | Partito Conservatore                   | DE     |
| Wayne David                               | Partito Laburista                      | SOC    |
| Alan John Donnelly                        | Partito Laburista                      | SOC    |
| James Elles                               | Partito Conservatore                   | DE     |
| Michael N. Elliott                        | Partito Laburista                      | SOC    |
| Winifred M. Ewing                         | Partito Nazionale Scozzese             | ARC    |
| Alexander C. Falconer                     | Partito Laburista                      | SOC    |
| Glyn Ford                                 | Partito Laburista                      | SOC    |
| Pauline Green                             | Partito Laburista                      | SOC    |
| Lyndon H.A. Harrison                      | Partito Laburista                      | SOC    |
| Michael J. Hindley                        | Partito Laburista                      | SOC    |
| Geoffrey W. Hoon                          | Partito Laburista                      | SOC    |
| Paul F. Howell                            | Partito Conservatore                   | DE     |
| Stephen Hughes                            | Partito Laburista                      | SOC    |
| John Hume                                 | Partito Social Democratico e Laburista | SOC    |
| The Lord Inglewood                        | Partito Conservatore                   | DE     |
| Caroline Jackson                          | Partito Conservatore                   | DE     |
| Christopher Murray Jackson                | Partito Conservatore                   | DE     |
| Edward T. Kellett-Bowman                  | Partito Conservatore                   | DE     |
| Alfred Lomas                              | Partito Laburista                      | SOC    |
| David Martin                              | Partito Laburista                      | SOC    |
| Henry Bell Mccubbin                       | Partito Laburista                      | SOC    |
| Michael Mcgowan                           | Partito Laburista                      | SOC    |
| Anne Caroline B. Mcintosh                 | Partito Conservatore                   | DE     |
| Hugh R. Mcmahon                           | Partito Laburista                      | SOC    |
| Edward Mcmillan-Scott                     | Partito Conservatore                   | DE     |
| Thomas Megahy                             | Partito Laburista                      | SOC    |
| James Moorhouse                           | Partito Conservatore                   | DE     |
| David R. Morris                           | Partito Laburista                      | SOC    |
| Arthur Stanley Newens                     | Partito Laburista                      | SOC    |
| Edward Newman                             | Partito Laburista                      | SOC    |
| Bill Newton Dunn                          | Partito Conservatore                   | DE     |
| James Nicholson                           | Partito Unionista dell'Ulster          | PPE    |
| Christine Margaret Oddy                   | Partito Laburista                      | SOC    |
| The Lord O'Hagan                          | Partito Conservatore                   | DE     |
| Ian R.K. Paisley                          | Partito Unionista Democratico          | NI     |
| (Ben) George Benjamin Patterson           | Partito Conservatore                   | DE     |
| The Lord Plumb                            | Partito Conservatore                   | DE     |
| Anita Pollack                             | Partito Laburista                      | SOC    |
| Derek Prag                                | Partito Conservatore                   | DE     |
| Peter N. Price                            | Partito Conservatore                   | DE     |
| Sir Christopher J. Prout (Lord Kingsland) | Partito Conservatore                   | DE     |
| Patricia E. Rawlings                      | Partito Conservatore                   | DE     |
| Imelda Mary Read                          | Partito Laburista                      | SOC    |
| Sir James Scott-Hopkins                   | Partito Conservatore                   | DE     |
| Barry H. Seal                             | Partito Laburista                      | SOC    |
| Madron Richard Seligman                   | Partito Conservatore                   | DE     |
| Richard J. Simmonds                       | Partito Conservatore                   | DE     |
| Anthony M.H. Simpson                      | Partito Conservatore                   | DE     |
| Brian Simpson                             | Partito Laburista                      | SOC    |
| Alex Smith                                | Partito Laburista                      | SOC    |
| Llewellyn T. Smith                        | Partito Laburista                      | SOC    |
| Tom Spencer                               | Partito Conservatore                   | DE     |
| John C.C. Stevens                         | Partito Conservatore                   | DE     |
| George W. Stevenson                       | Partito Laburista                      | SOC    |
| Kenneth A. Stewart                        | Partito Laburista                      | SOC    |
| Sir Jack Stewart-Clark                    | Partito Conservatore                   | DE     |
| Gary Titley                               | Partito Laburista                      | SOC    |
| The Lord John E. Tomlinson                | Partito Laburista                      | SOC    |
| Carole Tongue                             | Partito Laburista                      | SOC    |
| Amédée E. Turner                          | Partito Conservatore                   | DE     |
| Michael J. Welsh                          | Partito Conservatore                   | DE     |
| Norman West                               | Partito Laburista                      | SOC    |
| Ian White                                 | Partito Laburista                      | SOC    |
| Anthony Joseph (Joe) Wilson               | Partito Laburista                      | SOC    |
| Terence Wynn                              | Partito Laburista                      | SOC    |

## Modifiche intervenute

### Modifiche nella composizione dei gruppi
- In data 01.05.1992 gli europarlamentari del Partito Conservatore lasciano il Gruppo Democratico Europeo e aderiscono al Gruppo del Partito Popolare Europeo.